# Aegopis acies
Aegopis acies is een slakkensoort uit de familie van de Zonitidae. De wetenschappelijke naam van de soort is voor het eerst geldig gepubliceerd in 1819 door A. Ferussac.